# Valentina Kameníková
Valentina Kameníková, rozená Valentina Michajlovna Wax (20. prosince 1930 v Oděse, Sovětský svaz – 21. listopadu 1989) byla česká klavíristka a hudební pedagožka ukrajinského resp. židovského původu.

## Život a činnost
Pocházela z rodiny hudebního skladatele. V době druhé světové války byla vzhledem k svému původu deportována na Sibiř, studiu hry na klavír se mohla plně věnovat až po válce, což nejprve probíhalo v Oděse na místní hudební škole i na oděské konzervatoři, posléze na konzervatořI v Moskvě, kde studovala u Genricha Nejgauze, mezi jehož žáky patřili např. Svjatoslav Richter, Emil Gilels a mnoho dalších.
V roce 1954 se provdala za Čecha a po svém absolutoriu na Moskevské konzervatoři v roce 1957 s rodinou přesídlila do Československa, kde od té doby žila a pracovala. V letech 1959 až 1961 absolvovala postgraduální studium hry na klavír na pražské AMU u profesora Františka Raucha.
Od roku 1963 vyučovala na pražské konzervatoři, od roku 1970 pak působila jako docentka na pražské AMU. Jednalo se o výbornou interpretku klasické ruské hudby s vynikající klavírní technikou, jež byla odbornou kritikou vysoce ceněna.
Mezi její žáky patřili např. Ivan Klánský, Milan Langer, Tomáš Víšek, Karel Košárek a další.
Natočila přibližně padesát gramofonových desek u vydavatelství Supraphon.